# Новомихайлівка (Нижньосірогозький район)
Новомихайлівка — колишнє село Новомихайлівської сільської ради Нижньосірогозького району Херсонської області.
В часі Голодомору 1932—1933 років від нелюдської смерті помирали люди — встановлено смерть не менше 2 людей..
Дата зникнення станом на липень 2023 року невідома — друга половина 20 століття.